# Водное поло на летних Олимпийских играх 1936
На летних Олимпийских играх 1936 года соревнования по водному поло проводились только среди мужчин.

## Медалисты
|         | Золото | Серебро  | Бронза  |
| Мужчины | Венгрия · Кальман Хазаи · Оливер Халашши · Мартон Хомоннаи · Янош Немет · Миклош Шаркань · Йенё Бранди · Михай Божи · Иштван Мольнар · Дьёрдь Куташи · Шандор Тарич | Германия | Бельгия |